# Vigliano (Mediglia)
La Vigliano è una cascina nel comune lombardo di Mediglia posta a nordest del centro abitato, verso Pantigliate.

## Storia
Vigliano era una piccola località di antica origine, da sempre legata al territorio milanese. La comunità apparteneva alla Pieve di San Giuliano, e confinava con Pantigliate a nord, Canobbio ad est, Mercugnano a sud, e Peschiera ad ovest. Al censimento del 1751 la località fece registrare 153 residenti.
In età napoleonica, nel 1805, la popolazione era salita solamente a 179 unità, tanto che nel 1809 il Comune di Vigliano venne soppresso ed aggregato a quello di Bustighera, a sua volta annesso a Mediglia nel 1811; tutti i centri recuperarono comunque l'autonomia nel 1816, in seguito all'istituzione del Regno Lombardo-Veneto.
Il Comune di Vigliano venne definitivamente soppresso dagli austriaci il 24 luglio 1841, venendo annesso alla vicina Mercugnano, della quale seguì poi le sorti nel tempo, venendo annesso a Mediglia nel 1869.